# BeleniX
BeleniX è stato un sistema operativo, attualmente non più sviluppato, creato partendo dai sorgenti di OpenSolaris. Poteva essere utilizzato sia come Live CD che installato su disco rigido. Inizialmente venne sviluppato come sistema Live CD, sulla falsariga di Knoppix, per consentire agli utenti di provare le funzionalità offerte da OpenSolaris. Belenix è stata la base di partenza dello sviluppo della distribuzione OpenSolaris di Sun.
Molte delle tecnologie sperimentate in Belenix sono diventate dei veri e propri progetti a sé stanti dell'ecosistema OpenSolaris. CDDL

## Caratteristiche
BeleniX era caratterizzato dall'attenzione costante all'aggiornamento del software messo a disposizione, garantendo sempre le ultime versioni stabili e, in alcuni casi, anche le versioni di sviluppo più recenti in modo da testarle e aiutarle a essere diffuse.
Includeva anche molti driver di terze parti che non sempre erano presenti nella distribuzione ufficiale OpenSolaris di Sun. Pur essendo adatto anche per un uso generico, BeleniX era particolarmente apprezzato anche dagli sviluppatori. Ufficialmente veniva compilato per l'esecuzione su sistemai a 32 bit (basato su opcode i586/Pentium). Nonostante questo, i membri del team BeleniX, indicavano che a partire dalla versione 0.7, il Live CD conteneva un'installer sia per sistemi a 32 bit che a 64 bit.
BeleniX puntava principalmente a fornire un'esperienza utente basata su KDE ma, ciononostante, dalla prima versione veniva supportato anche Xfce. Il nome e il logo sono un riferimento al dio celtico della luce, Beleno.

## Storia
A seguito dell'annuncio del progetto OpenSolaris, BeleniX venne avviato nel 2005 come progetto indipendente da alcuni dipendenti Sun occupati presso l'India Engineering Centre a Bangalore, in India. Il loro obiettivo era quello di mettere a disposizione qualcosa di simile a Knoppix e in grado di presentare OpenSolaris agli utenti finali. Nel giro di poche settimane, l'immagine ISO era pronta per essere utilizzata da tutti.
BeleniX venne ulteriormente sviluppato e la sua popolarità crebbe. A fianco dei dipendenti Sun si unirono collaboratori esterni della comunità FOSS. BeleniX è stata la prima distribuzione OpenSolaris a mettere a disposizione un ambiente grafico X.Org X11 completamente funzionante.
Nel corso degli anni, dal progetto BeleniX sono nate numerose innovazioni importanti, incorporate successivamente nelle distribuzioni OpenSolaris di Sun. La prima versione beta di OpenSolaris di Sun era anch'essa basata in gran parte sul codice di BeleniX.
BeleniX è stata la seconda distribuzione OpenSolaris ad apparire, dopo SchilliX, e la prima a fornire un'interfaccia utente grafica autoconfigurante basata su X.Org. Ha introdotto varie tecnologie che, fino ad allora, erano mancanti in OpenSolaris. Tra le più importanti ricordiamo:
- Configurazione automatica delle interfacce NWAM (Network Auto-Magic)
- Ambiente X.Org X11 completamente funzionante e che contribuì alla nascita di Fully Open X[5]
- Decompressione "on-the-fly" loopback dei contenuti dei CD[6]
- Nuovo algoritmo per l'ottimizzazione del posizionamento dei file tramite profilazione DTrace
- Kit di strumenti per la creazione di Live CD
- Prima distribuzione OpenSolaris con supporto a NTFS ed Ext2fs
- Prima distribuzione OpenSolaris con supporto alla configurazione automatica X.Org
- Prima distribuzione OpenSolaris in grado di eseguire un ambiente Java 5/6 completamente funzionale
- Prima distribuzione OpenSolaris a fornire un porting di GNU Parted
- Prima distribuzione OpenSolaris a fornire un ambiente KDE 3.5.x completo

## Installazione
BeleniX utilizzava Caiman, lo stesso installer e le stesse librerie utilizzate nella distribuzione OpenSolaris di Sun. Vi erano piano per reimplementare la GUI del programma di installazione in Qt4 continuando a basarsi però sempre sulle librerie di Caiman Installer

## Gestore Pacchetti
BeleniX utilizzava il sistema di pacchettizzazione SVR4, lo stesso utilizzato da Solaris.  I pacchetti SVR4 hanno rappresentato un importante passo avanti nella distribuzione e gestione del software sui sistemi UNIX, gettando le basi per i moderni sistemi di gestione dei pacchetti che utilizziamo oggi quali .deb, .rpm e .pkg
Il team decise di non passare a IPS (Image Packaging System), il sistema di gestione dei pacchetti introdotto in Solaris 10 per sostituire SVR4, per vari motivi tecnici ma vi valutare alternative tra cui il formato deb e il formato RPM5 insieme allo Smart Package Manager.